# 善悪の彼岸
『善悪の彼岸』（ぜんあくのひがん、ドイツ語原題：Jenseits von Gut und Böse）は、ドイツ人哲学者フリードリヒ・ニーチェの著書。副題は「将来の哲学への序曲」（ドイツ語：Vorspiel einer Philosophie der Zukunft）となっている。1886年に初版が発行された。
前著『ツァラトゥストラはこう語った』でのいくつもの考えを取り上げ、さらに詳しく述べている。前著では明るく、生を肯定していたが、本書では高度に批判的、論争的なアプローチへと変えている。
過去の哲学者たちが道徳性について考察するときに、批判的感覚が欠けていた疑いがあることと、とりわけキリスト教の諸前提を盲目的に受け入れていたことを、ニーチェはこの『善悪の彼岸』で非難している。代表的な対象はカント、ルターである。本書は伝統的な道徳性を、排し進むという意味で、「善悪を超えた（＝善悪の彼岸にある）」領域へと進む。伝統的な道徳性を、ニーチェは破壊的な批判にさらすわけである。その批判をするときニーチェが支持するのは、感覚主義やモラリズムであり、近代的個人の危険な状態等と衝突することを恐れない積極的なアプローチと自らみなすものである。ビゼー、スタンダールを称賛している。

## 文庫訳本
- 『善悪の彼岸』 木場深定訳（岩波文庫、初版1970年、改版2010年）、ISBN 4003363957
- 『善悪の彼岸』 丘沢静也訳（講談社学術文庫、2024年）、ISBN 4065373204
- 『善悪の彼岸』 中山元訳（光文社古典新訳文庫、2009年）、ISBN 4334751806
- 『善悪の彼岸』 竹山道雄訳（新潮文庫、改版2008年）、ISBN 4102035044
- 『善悪の彼岸　道徳の系譜』 信太正三訳（ニーチェ全集（11） ちくま学芸文庫（新版）[1]、1993年）、ISBN 4480080813